# Ormelle
Ormelle är en ort och kommun i provinsen Treviso i regionen Veneto i Italien. Kommunen hade 4 525 invånare (2018).